# Tenedos brescoviti
Tenedos brescoviti (лат.) — вид пауков-муравьедов рода Tenedos (Zodariidae). Распространены в Южной Америке (Бразилия, Bombas, Porto Belo). Назван в честь A. D. Brescovit, собравшего типовую серию в 1990 году.

## Описание
Пауки мелких размеров (около 5 мм) с удлиненным карапаксом. Самок этого вида можно отличить по грибовидному центральному участку в эпигине. На брюшке пять беловатых пятен. Основная окраска желтовато-коричневая и серая. Глаза мелкие, расположены в два выпуклых ряда. Глаза: AE равноудаленные; AME удалены на диаметр; ALE больше, чем AME. PME примерно на расстоянии их радиуса друг от друга и в три-четыре раза больше расстояния от PLE. Формула ног 4123. Брюшко овальное с шестью спиннеретами у обоих полов.

## Классификация
Вид был впервые описан в 2002 году бельгийскими арахнологами Руди Жоке и Leon Baert (Бельгия) по типовому материалу из Южной Америки.